# Napaea lucilia
Napaea lucilia är en fjärilsart som beskrevs av Heinrich Benno Möschler 1882. Napaea lucilia ingår i släktet Napaea och familjen Riodinidae. Inga underarter finns listade i Catalogue of Life.